# Arnošt Reckziegel
Arnošt Reckziegel (* 6. prosince 1955) je bývalý český hokejista, útočník.

## Hokejová kariéra
V lize hrál za Poldi SONP Kladno. S Kladnem získal v letech 1978 a 1980 dvakrát mistrovský titul a stal se vítězem PMEZ.

## Klubové statistiky
| Sezona    | Klub              | Soutěž  | Základní část | Základní část | Základní část | Základní část | Základní část |
| Sezona    | Klub              | Soutěž  | Z             | G             | A             | B             | TM            |
| --------- | ----------------- | ------- | ------------- | ------------- | ------------- | ------------- | ------------- |
| 1977/1978 | Poldi SONP Kladno | 1. liga | 15            | 2             | 1             | 3             | 8             |
| 1978/1979 | Poldi SONP Kladno | 1. liga | 31            | 2             | 5             | 7             | 6             |
| 1979/1980 | Poldi SONP Kladno | 1. liga | 5             | 1             | 0             | 1             | 0             |
| 1980/1981 | Poldi SONP Kladno | 1. liga | 38            | 9             | 7             | 16            | 16            |
| 1981/1982 | Poldi SONP Kladno | 1. liga | 31            | 8             | 1             | 9             | 10            |
| 1982/1983 | Poldi SONP Kladno | 1. liga | 4             | 0             | 0             | 0             | 2             |